# Gràivoron
Gràivoron - Грайворон (rus) - és una ciutat de l'óblast de Bélgorod, a Rússia. Fou fundada el 5 d'agost de 1678 amb el nom de Graivoroni. El 1838 va rebre l'estatus de ciutat i el nom actual. Segons el cens rus del 2021 tenia una població de 6.179 habitants.